# Töpfer
Töpfer (582 m n. m.) je výrazný kopec s řadou pozoruhodných skalních útvarů na území Chráněné krajinné oblasti Žitavské hory, součásti Přírodního parku Žitavské hory (Naturpark Zittauer Gebirge) v zemském okrese Zhořelec v Sasku. Vrch se nachází na katastrálním území obce Oybin, známého letoviska s pozůstatky skalního hradu a kláštera, který leží poblíž česko-německé státní hranice zhruba 1,5 km  jihozápadně od Töpferu. Z geografického hlediska toto území přináleží do geomorfologického celku Lužické hory, v severní saské části označovaných jako Žitavské hory (Zittauer Gebirge). Hraniční přechod Petrovice / Lückendorf je od Töpferu vzdálen po místních komunikacích asi 4,5 km směrem na jih.

## Původ názvu
V doslovném překladu z  němčiny slovo "Töpfer" znamená "hrnčíř", ovšem tento význam nemá s původním názvem hory mnoho společného. Podle vlastivědných pramenů je jméno hory odvozeno od výrazu "tepr", kterým v dávné minulosti místní slovanské obyvatelstvo označovalo seníky. Důkazem toho může být i skutečnost, že když v roce 1369 císař a král Karel IV. věnoval kopec mnichům z oybinského kláštera celestinů, v klášterních zápisech je vrch jmenován jako "Tepper".

## Historie
V pověstech se traduje, že kopec byl kultovním místem již v době bronzové a skalní mísy na vrcholu byly mylně považovány za součást předpokládaného obětiště. Podle jiných úvah mohla být hora jedním ze signálních míst, na němž se při hrozícím nebezpečí zapalovaly ohně.
Kopec byl v majetku oybinského kláštera od druhé poloviny 14. století až do roku 1574, kdy jej získalo město Žitava. V roce 1831 chtěli žitavští měšťané na vrcholu postavit tzv. Konstituční sloup na památku přijetí saské ústavy, tento pískovcový sloup byl ale nakonec vztyčen přímo ve městě. 

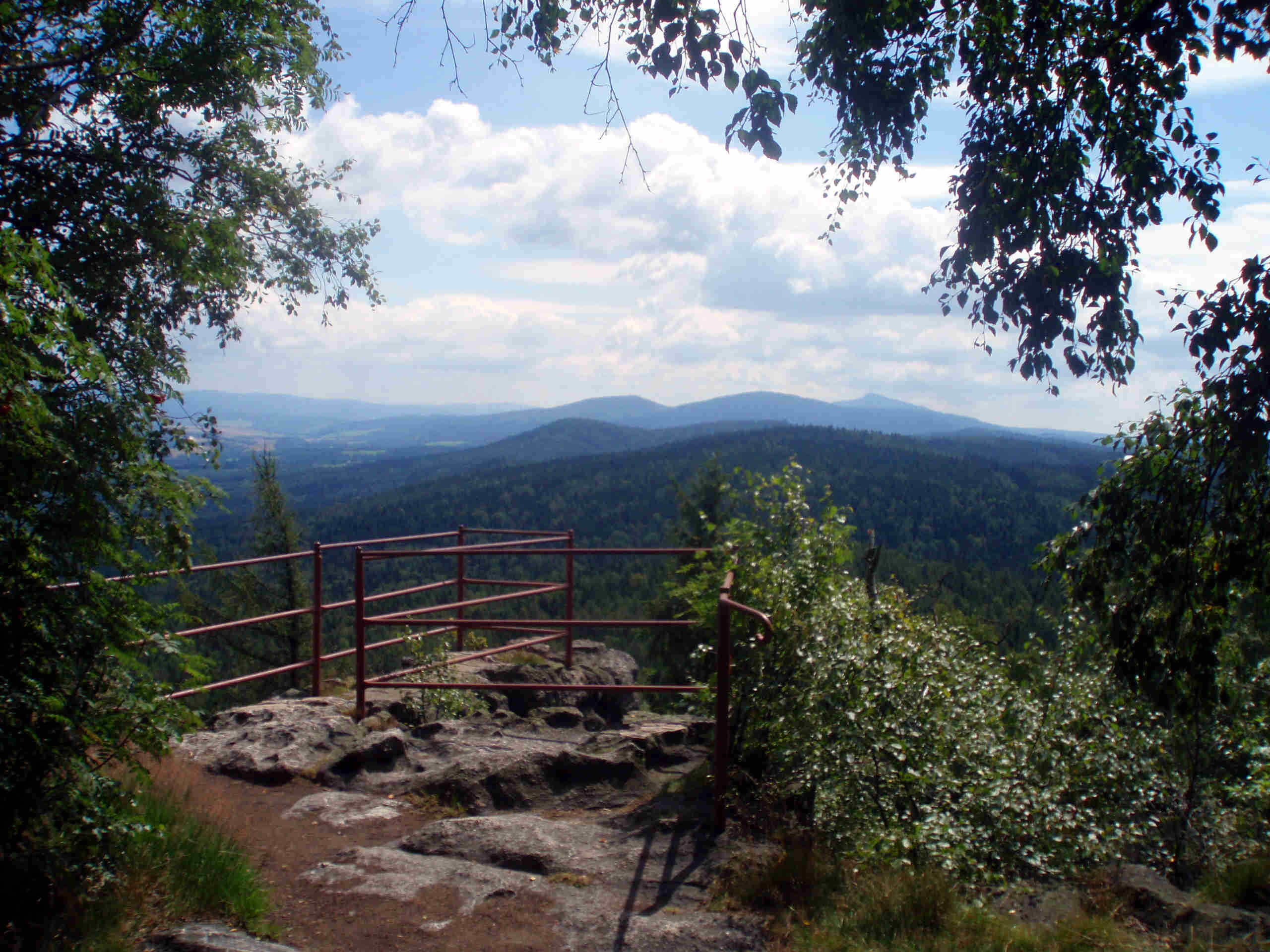
Pohled na Ještěd z České vyhlídky

V 19. století s rozvojem turistiky a rostoucím zájmem o romantická místa se Töpferu dostávalo stále více pozornosti ze strany veřejnosti. Dne 15. července 1860 byla na kopci slavnostně vysvěcena první horská chatka, kterou u místních vyhlídek postavil Ernst Adolf Nentwig z Oybinu. Již brzy přestala stačit zájmu turistů, v roce 1876 byla proto rozšířena a v roce 1881 k ní byl přistavěn taneční sál. Již v roce 1878 upravili členové žitavského horského spolku Globus vyhlídku na vrcholové skále Felsentor (Skalní brána), nazývané také Krone (Koruna). Po úderu blesku horská chata v roce 1904 zčásti vyhořela, avšak již o rok později byl její provoz obnoven. V druhé polovině 20. století „Töpferbaude“ postupně chátrala a v roce 1996 musela být uzavřena. Po celkové rekonstrukci byla chata znovu otevřena 18. května 1997. Dne 17. září 2003 byl na vrcholových skalách vztyčen kříž, označený jako Europakreuz.

## Popis
Töpfer je mohutný kopec s poměrně plochým zalesněným vrcholem. Na jeho severní straně je asi sto metrů vysoký skalnatý sráz. Tento terénní stupeň je důsledkem geologické poruchy Lužického zlomu, tektonické linie, která tvoří rozhraní mezi žulovým lužickým plutonem v podloží Žitavské pánve a pískovci české křídové pánve. Na kopci, včetně jeho o vrcholu, je celá řada zajímavých skalních útvarů, které zde vznikly selektivním zvětráváním pískovce. Mezi nejpopulárnější skalní útvary na Töpferu patří Felsentor (Skalní brána), Papagei (Papoušek), Schildkröte (Želva), Wackelstein (Viklan), Brütende Henne (Kvočna), Küken (Kuře) nebo Gratzer Höhle (jeskyně). Ve vrcholových partiích Töpferu je také několik skalních vyhlídek. Mezi nejznámější patří Böhmische Aussicht (Česká vyhlídka) s výhledem na Ještěd a Jizerské hory a Oybinaussicht (Oybinská vyhlídka). Útvary Skalní brána na vrcholu hory, Želva a Kvočna jsou chráněny jako přírodní památky.

## Horolezectví
Pískovcový masív Töpferu je také důležitou horolezeckou lokalitou. Jména horolezecky využívaných skal jsou Ernst-Schulze-Stein, Sphinx, Gratzer Steine, Gratzer Höhle, Krumme Tante, Saurier, Töpfertürme, Echse, Brütende Henne, Rübezahlwand a Zackenkrone. Lezecké cesty na nich vyznačené mají obtížnost od stupně III až po stupeň IX UIAA (nejtěžší výstupy jsou v až 27 metrů vysokém masívu Töpfertürme).

## Galerie

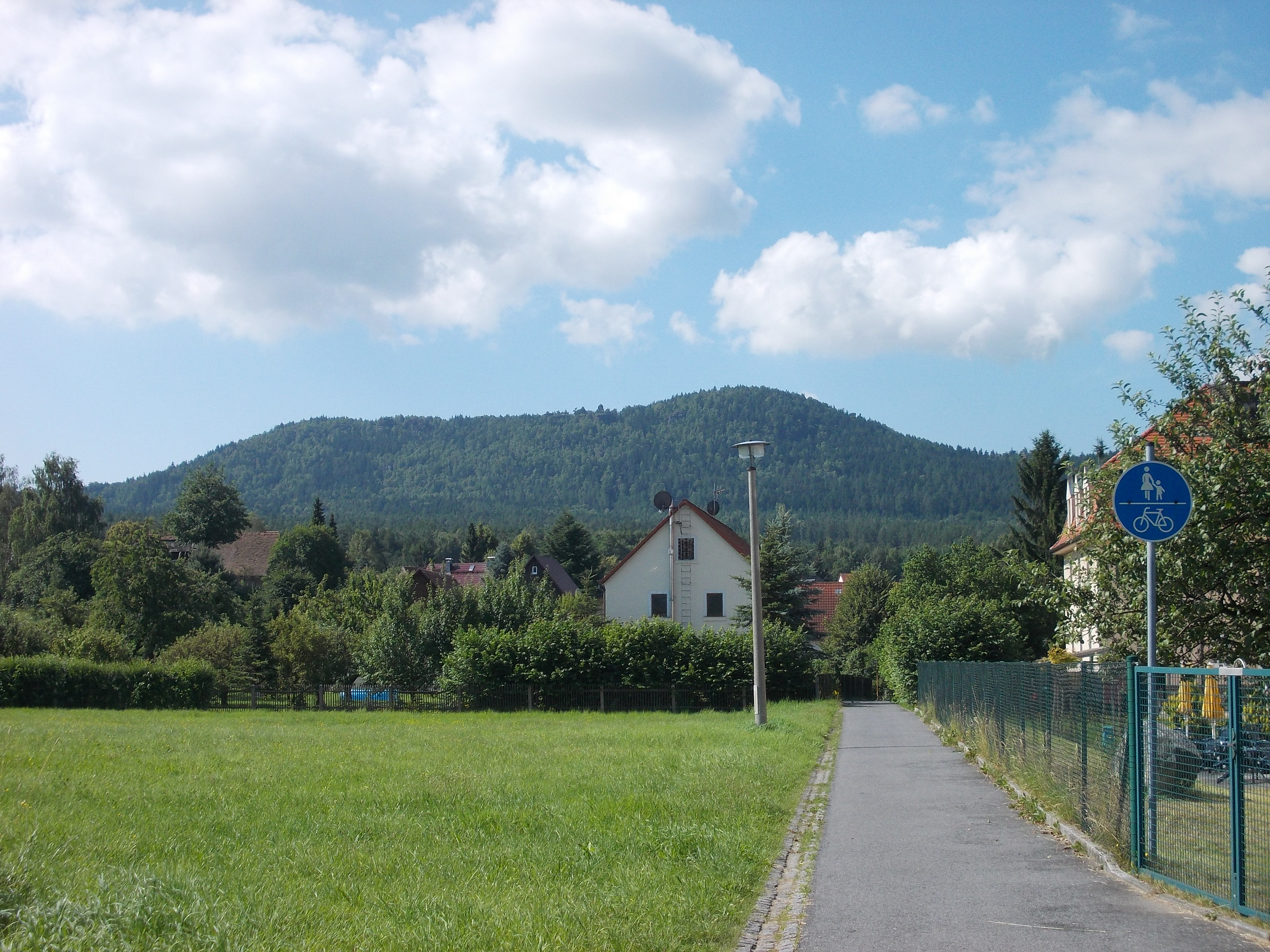
Pohled na Töpfer od severu z Olbersdorfu
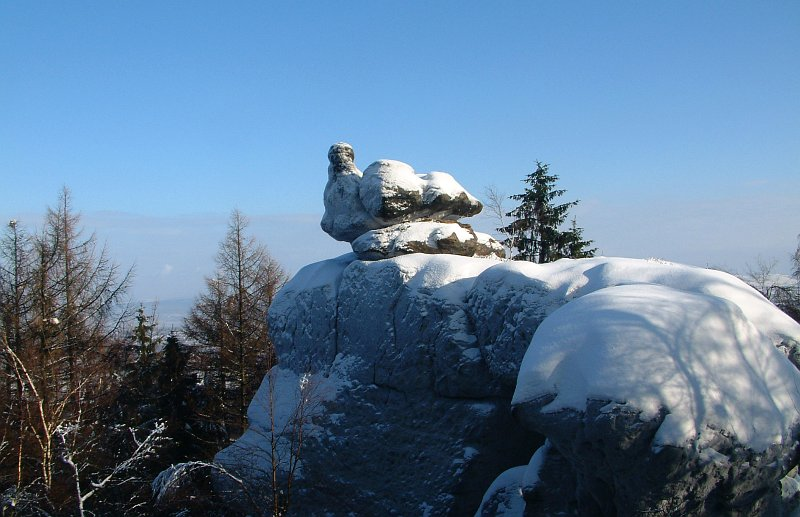
Skalní útvar Kvočna
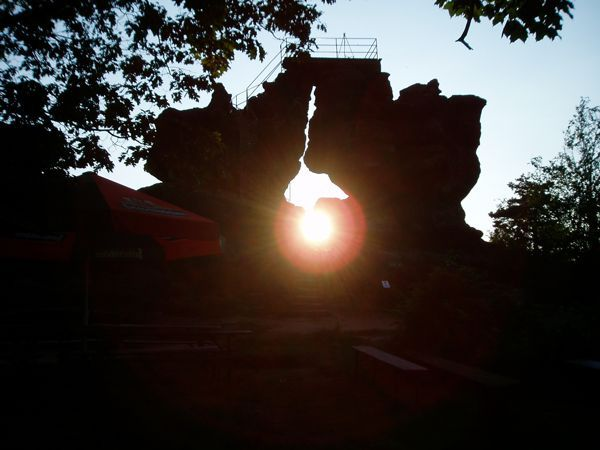
Skalní brána večer při letním slunovratu
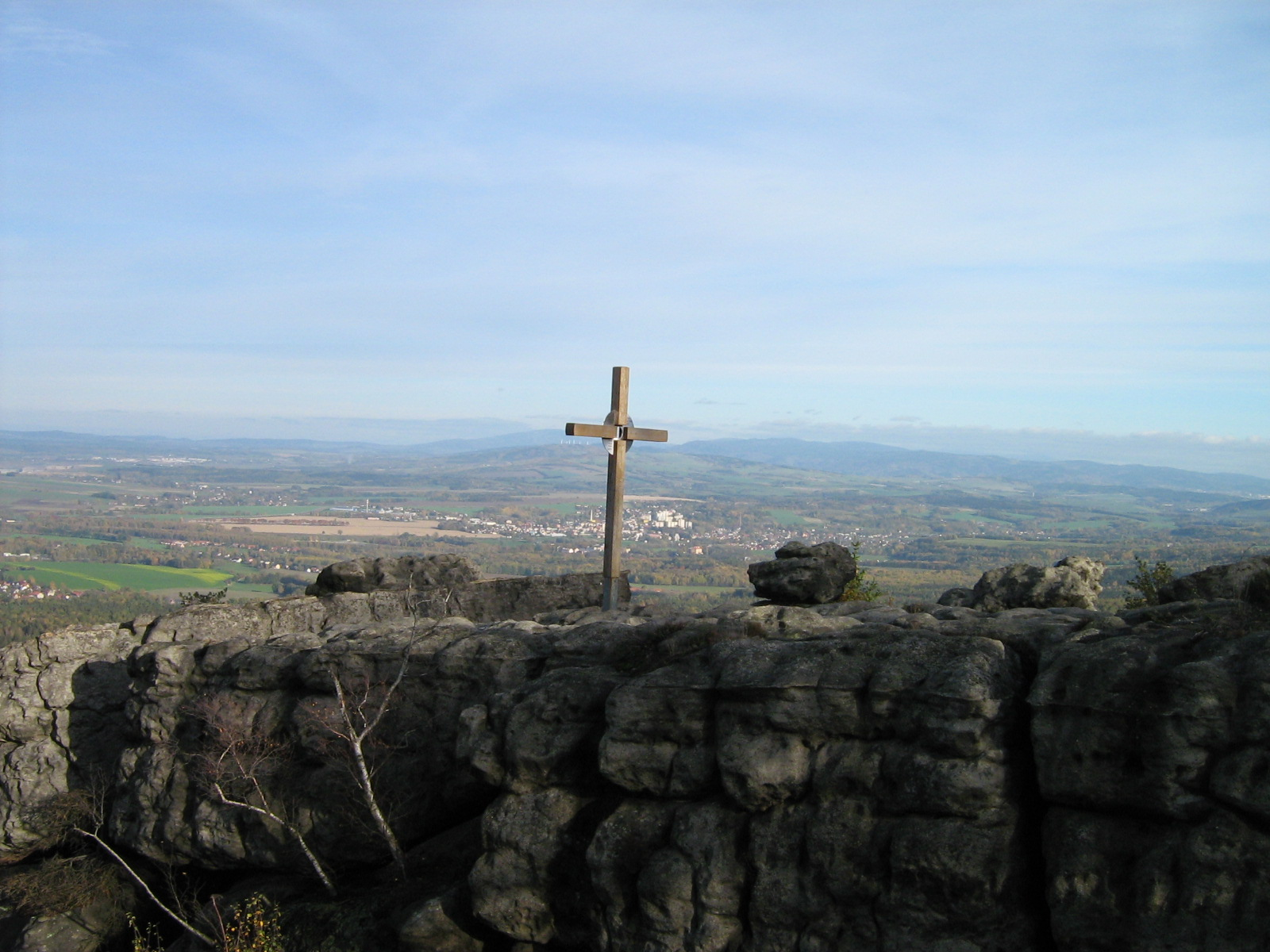
Kříž na vrcholu hory
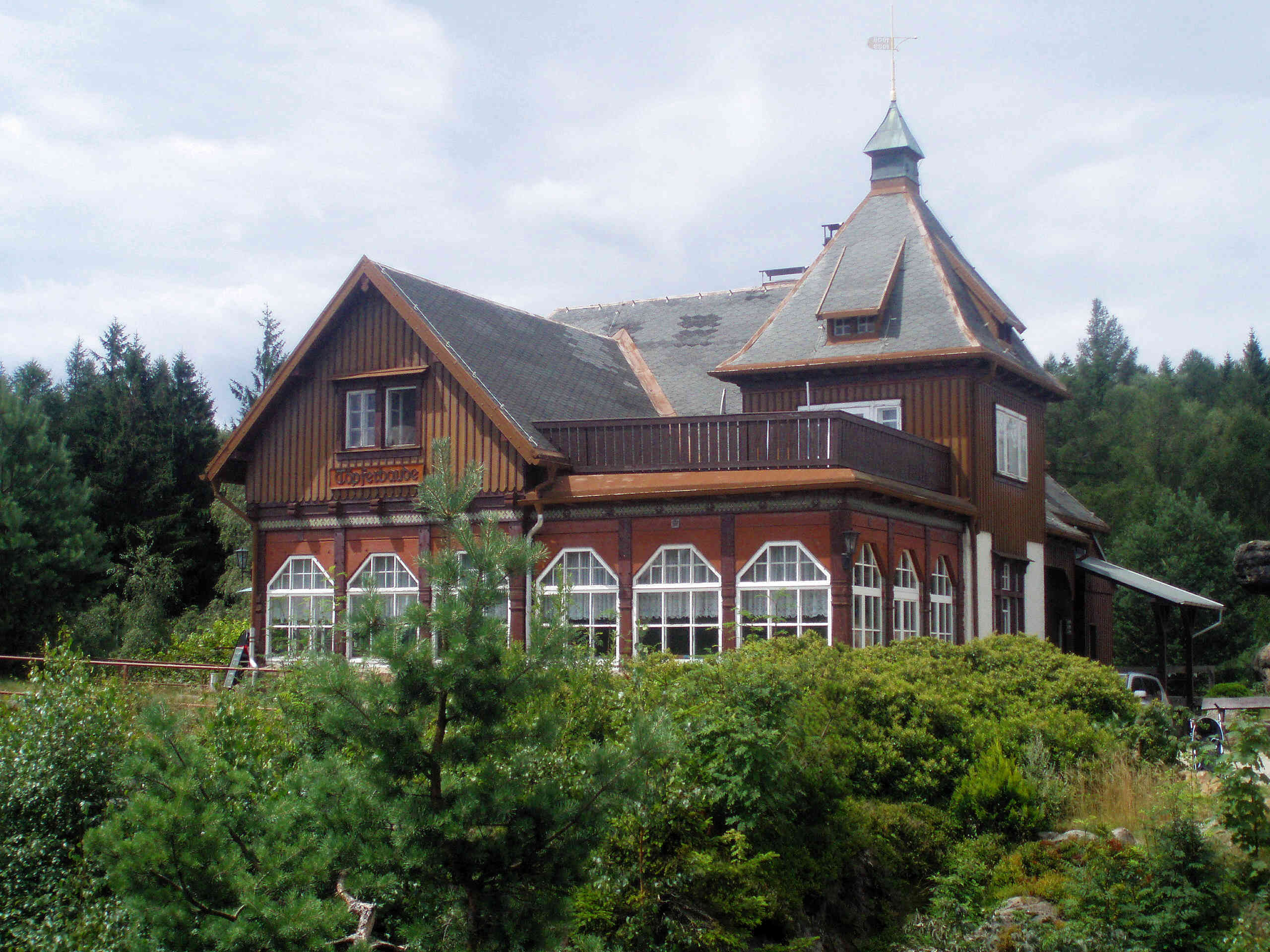
Horská chata Töpferbaude